# 守屋茜
守屋 茜（もりや あかね、1997年〈平成9年〉11月12日 - ）は、日本の女優であり、女性アイドルグループ櫻坂46（旧欅坂46）の元メンバーおよび同グループの元副キャプテンである。
宮城県仙台市出身。Seed & Flower合同会社（櫻坂46時代）を経て、テンカラット所属（2022年4月 - ）。

## 略歴
1997年11月12日、宮城県で生まれる。小学生の頃、ファッション雑誌『ニコラ』（新潮社）を通じてアイドルに興味を持ち始める。高校3年生の夏、アナウンサーに憧れつつ大学進学のために予備校へ通っていたころ、欅坂46の1期生オーディションを知り、最後のチャンスだと思い、応募する。
2015年8月21日、欅坂46の1期生オーディションに合格。
2016年4月6日、欅坂46の1stシングル「サイレントマジョリティー」でCDデビュー。同年10月17日、欅坂46の3rdシングル「二人セゾン」で初のフロントメンバーを務めることが発表された。
2017年1月21日、幕張メッセで開催された欅坂46の全国握手会で副キャプテンに就任することが発表された。同年9月20日、雑誌『an・an』（マガジンハウス）で「美容の坂道のぼり隊」を連載開始。
2019年3月18日、東北楽天ゴールデンイーグルスのイメージキャラクター「イーグルスガール」に同じ宮城県出身で欅坂46の石森虹花とともに就任。同年6月26日、ソロ写真集『潜在意識』を発売。写真集はモナコのホテル「エルミタージュ」付近で撮影され、発売に先駆け、公式Twitter（@moriyaakane1st）、公式Instagram（moriyaakane1st）を開設、発売記念お渡し会も開催された。写真集は週間推定売上2万1378部を記録し、2019年7月8日・15日付のオリコン週間BOOKランキングの写真集部門で2週連続1位を獲得した。
2021年10月22日、3rdシングルの「流れ弾」の活動をもって、グループから卒業することをブログで発表した。同年11月12日、24歳の誕生日に自身のInstagramを開設。同年11月30日、最終活動日が12月10日「櫻坂46 1st YEAR ANNIVERSARY LIVE」のコンサートで卒業セレモニーが行われ、同年12月19日、3rdシングル『流れ弾』 発売記念 オンラインミート＆グリート（個別トーク会）で渡辺梨加とともに卒業した。
2022年4月29日、芸能事務所「テンカラット」に移籍したことが発表された。同年5月に公演される「演劇集団Z-Lion」の演劇『テーマ 我が家の家族』で櫻坂46卒業後初めて舞台に立つことになった。

## 人物
愛称は、あかねん、軍曹。身長164 cm。血液型はA型。
三姉妹の長女。実家に薪の暖炉がある。高校時代は青少年赤十字会員だった。

### 嗜好
好きな色は白、黒、ピンク。好きな食べ物はアイスクリーム、エビフライ、グラタン、ハンバーグ。また、地元・仙台にあるかき氷店「梵くら」に祖母とよく行く。
好きな漫画は『ストロボ・エッジ』『オオカミ少女と黒王子』『orange』『ひるなかの流星』『溺れるナイフ』『黒崎くんの言いなりになんてならない』『L♥DK』『ヒロイン失格』『きゃらめる♥キッス』『スイッチガール!!』。影響を受けた作品は『ハウルの動く城』。
好きなキャラクターは『溺れるナイフ』の望月夏芽、『ヒロイン失格』の松崎はとり、『ひるなかの流星』の馬村大輝、『ストロボ・エッジ』の安堂拓海。

### 趣味
趣味はショッピング、おいしい食べ物屋さんをさがして食べに行くこと、好きなモデル・女優の美活を調べること。
好きな女優はグレース・ケリー。AKB48で好きなメンバーは前田敦子。乃木坂46で好きなメンバーは橋本奈々未。目標とする人物は佐々木希、白石麻衣、橋本奈々未。

### 特技
特技はスポーツ、一人遊び。
スポーツはソフトテニス、水泳、柔道が得意。ソフトテニスは中学生時代から早朝練習のある部活に所属し、中学2年生の時に区の大会で3位、中学3年生の時に県大会の団体戦でベスト8、個人戦でベスト16。50m走7秒47。

### 櫻坂46（欅坂46）
欅坂46時代の副キャプテン。2021年1月4日の公式発表で副キャプテンは松田里奈に交代した。
欅坂46で彼女にしたいメンバーは渡辺梨加、推したいメンバーは織田奈那、尊敬するメンバーは平手友梨奈。可愛いを意味する造語「キャロライン」の考案者でもあり、のちに「キャロてち」という平手友梨奈の愛称へと派生した。

## 作品

### シングル
欅坂46
- サイレントマジョリティー（2016年4月6日、SRCL-9035/41） - EAN 4988009125916。
- 手を繋いで帰ろうか（2016年4月6日、SRCL-9035/41） - EAN 4988009125930。
- キミガイナイ（2016年4月6日、 SRCL-9041） - EAN 4988009125954。
- 世界には愛しかない（2016年8月10日、SRCL-9147/53） - EAN 4988009130835。
- 語るなら未来を…（2016年8月10日、SRCL-9147/52） - EAN 4988009130835。
- 青空が違う（2016年8月10日、SRCL-9151/2） - EAN 4988009130835。
- 二人セゾン（2016年11月30日、SRCL-9267/73） - EAN 4547366279375。
- 大人は信じてくれない（2016年11月30日、SRCL-9267/73） - EAN 4547366279375。
- 制服と太陽（2016年11月30日、SRCL-9267/73） - EAN 4547366279375。
- 不協和音（2017年4月5日、SRCL-9394/402） - EAN 4547366301250。
- W-KEYAKIZAKAの詩（2017年4月5日、SRCL-9394/402） - EAN 4547366301274。
- 割れたスマホ（2017年4月5日、SRCL-9398/9） - EAN 4547366301274。
- エキセントリック（2017年4月5日、SRCL-9402） - EAN 4547366301298。
- 風に吹かれても（2017年10月25日、SRCL-9581/9） - EAN 4547366331639。
- 避雷針（2017年10月25日、SRCL9585/6） - EAN 4547366331653。
- 波打ち際を走らないか?（2017年10月25日、SRCL-9587/8） - EAN 4547366331660。
- ガラスを割れ!（2018年3月7日、SRCL-9736/44） - EAN 4547366350265。
- もう森へ帰ろうか?（2018年3月7日、SRCL-9736/44） - EAN 4547366350265。
- 夜明けの孤独（2018年3月7日、SRCL-9736/44） - EAN 4547366350265。
- アンビバレント（2018年8月15日、SRCL-9922/30） - EAN 4547366371079。
- Student Dance（2018年8月15日、SRCL-9922/30） - EAN 4547366371079。
- I'm out（2018年8月15日、SRCL-9922/3） - EAN 4547366371079。
- 黒い羊（2019年2月27日、SRCL-9983/91） - EAN 4547366383317。
- Nobody（2019年2月27日、SRCL-9983/4） - EAN 4547366383317。
- ヒールの高さ（2019年2月27日、SRCL-9987/8） - EAN 4547366383331。
- 誰がその鐘を鳴らすのか?（2020年8月21日）[49]

櫻坂46
- Nobody's fault（2020年12月9日、SRCL-11620/8） - EAN 4547366481594。
- 最終の地下鉄に乗って（2020年12月9日、SRCL-11624/5） - EAN 4547366481617。
- ブルームーンキス（2020年12月9日、SRCL-11628） - EAN 4547366481631。
- それが愛なのね（2021年4月14日、SRCL-11748/9） - EAN 4547366498608。
- 思ったよりも寂しくない（2021年4月14日、SRCL-11754/5） - EAN 4547366498639。
- 櫻坂の詩（2021年4月14日、SRCL-11756） - EAN 4547366498646。
- ソニア（2021年10月13日、SRCL-11920/1） - EAN 4547366524567。
- 無言の宇宙（2021年10月13日、SRCL-11926/7） - EAN 4547366524598。

### アルバム
欅坂46
- 真っ白なものは汚したくなる（2017年7月19日、SRCL-9482/8） - EAN 4547366318470。
- 永遠より長い一瞬 〜あの頃、確かに存在した私たち〜（2020年10月7日、SRCL-11510/6） - EAN 4547366450224。

### 映像作品
- 守屋茜（2016年4月6日） - EAN 4988009125923。
- 守屋茜（2016年8月10日） - EAN 4988009130804。
- 守屋茜（2016年11月30日） - EAN 4547366279375。
- KEYABINGO!（2017年1月27日） - EAN 4988021715010。
- 守屋茜（2017年4月5日） - EAN 4547366301267。
- 徳山大五郎を誰が殺したか?（2017年6月7日） - EAN 4517331036388。
- 残酷な観客達（2017年11月29日） - EAN 4988021715553。
- グループ発展祈願の旅 〜栃木編〜（2017年10月25日） - EAN 4547366331639。
- 残酷な観客達（2017年11月29日） - EAN 4988021715553。
- KEYABINGO!2（2017年12月22日） - EAN 4988021715522。
- 守屋茜 自撮りTV（2018年3月7日） - EAN 4547366350272。
- KEYABINGO!3（2018年6月29日） - EAN 4988021715874。
- 守屋茜×宮田愛萌 自撮りTV（2018年8月15日） - EAN 4547366371086。
- 欅共和国2017（2018年9月26日） - EAN 4547366376791。
- 欅坂46 特典映像「KEYAKI HOUSE」（2019年2月27日） - EAN 4547366383317。
- 舞台「ザンビ」（2019年5月31日） - EAN 4988021158602。
- 欅共和国2018（2019年8月14日） - EAN 4547366417258。
- 欅坂46 LIVE at 東京ドーム 〜ARENA TOUR 2019 FINAL〜（2020年1月29日）- EAN 4547366438758。
- 欅共和国2019（2020年8月12日） - EAN 4547366462937。
- 欅坂46 ANNIVERSARY LIVE Director's Cut Collection（2020年10月7日） - EAN 4547366450224。
- 欅坂46 ARENA TOUR Director's Cut Collection（2020年10月7日） - EAN 4547366450231。
- KEYAKIZAKA46 Live Online, but with YOU!（2020年12月9日）- EAN 4547366481594, EAN 4547366481600。
- 僕たちの嘘と真実 Documentary of 欅坂46（2021年2月3日） - EAN 4988104127983。
- 欅坂46 THE LAST LIVE（2021年3月24日） - EAN 4547366496833。
- 櫻坂46 デビューカウントダウンライブ!!（2021年4月14日） - EAN 4547366498608。
- Making of デビューカウントダウンライブ!!（2021年4月14日） - EAN 4547366498615。
- 守屋茜×増本綺良 SAKURA BANASHI 〜いま、話したいこと〜（2021年4月14日） - EAN 4547366498639。
- Sakurazaka46 BACKS LIVE!! 〜Center Performance Collections〜（2021年10月13日） - EAN 4547366524567, EAN 4547366524574, EAN 4547366524581 EAN 4547366524598。
- 齋藤冬優花×菅井友香×守屋茜 SAKURA MEGURI（2021年10月13日） - EAN 4547366524567。
- Sakurazaka46 1st TOUR 2021 FINAL at さいたまスーパーアリーナ（2022年8月3日） - EAN 4547366567960。
- W-KEYAKI FES. 2021 -DAY1- at 富士急ハイランド コニファーフォレスト（2022年8月3日） - EAN 4547366567977。

## 出演

### 映画
- 罪と悪（2024年2月2日公開 、ナカチカピクチャーズ） [50]

### テレビドラマ
- 徳山大五郎を誰が殺したか?（2016年7月17日 - 10月2日、テレビ東京） - 守屋茜 役[51]。
- 残酷な観客達（2017年5月18日 - 7月20日、日本テレビ） - 望月琴 役[52]。
- ナースが婚活 第7話・最終話（2024年2月23日・3月1日、テレビ東京） - 保科ひかり 役[53]。
- こんなところで裏切り飯 〜嵐を呼ぶ七人の役員〜（2025年1月16日 - 3月20日、中京テレビ） - 池田千紗 役[54]。

### その他のテレビ番組
- ナイツと石森・守屋 (欅坂46) が見つける! 東京de宮城旅2（2017年12月23日、KHB東日本放送）[55]
- あざとくて何が悪いの?（2023年7月30日 - 9月10日、テレビ朝日） - 「あざと連ドラ」第8弾主演・小田切洋子 役[56][57]

### 舞台
- ザンビ（2018年11月16日 - 25日、TOKYO DOME CITY HALL） - 一色彩菜 役（TEAM“BLUE”）[58]。
- Reading♥︎Stage「百合と薔薇」（2019年6月5日 - 16日、品川プリンスホテル クラブeX） - 夏目ユウキ 役[59][60]。
- 演劇集団Z-Lion 第12回公演『テーマ 我が家の家族』（2022年5月18日 - 5月22日、俳優座劇場） - 山本ゆうり 役[27]。
- FOCUS〜アップデート〜（2022年9月17日 - 18日、銀座ブロッサム / 11月18日 - 19日、COOL JAPAN PARK OSAKA TTホール） - マリモ 役[61]。
- 方南ぐみ企画公演朗読劇　2023 「ハイエナ」（2023年4月28日、紀尾井小ホール）[62]
- 舞台「いつかアイツに会いに行く」（2025年10月10日 - 20日〈予定〉、紀伊國屋サザンシアター TAKASHIMAYA / 10月25日〈予定〉、COOL JAPAN PARK OSAKA TTホール）[63]

### ゲーム
- 乙女神楽〜ザンビへの鎮魂歌〜（2019年5月15日 - 、gumi） - 一色彩菜 役[64]。

### 配信ドラマ
- 君と世界が終わる日に Season4（2023年3月19日 - 、Hulu） - 小高ルカ 役[65]。
- S区の奇妙な人々（2025年1月15日 - 2月19日、DMM TV） - カホ 役[66]

### イベント
- GirlsAward 2017 AUTUMN/WINTER（2017年9月16日、幕張メッセ）[67]
- マイナビ presents 第26回 東京ガールズコレクション 2018 SPRING/SUMMER（2018年3月31日、横浜アリーナ） - RMK[68]。
- 東北楽天ゴールデンイーグルス 対 オリックス・バファローズ戦 始球式（2019年5月26日、楽天生命パーク宮城） - イーグルスガールデー[69]。

### CM
- SIVA『Squad beyond』（2022年7月16日 - 2023年1月）[70]

## 書籍

### 写真集
- 潜在意識（2019年6月26日、小学館）[71]

### 雑誌連載
- an・an（マガジンハウス） - 美容の坂道のぼり隊[11]。
  - （2017年9月20日 - 2019年4月10日） - 衛藤美彩・守屋茜[72]。
  - （2019年5月8日 - 2021年9月1日） - 大園桃子・守屋茜[73]。
  - （2021年10月6日 - 12月22日） - 高本彩花・守屋茜[74]。